# Якобитское восстание (1689)
Якобитское восстание 1689 года — мятеж в Шотландии, поднятый с целью восстановить на престоле Иакова II (после его свержения в ноябре 1688 года). Сторонники свергнутого дома Стюартов стали известны как якобиты (латинское имя Якова — Якобус), а соответствующее политическое движение — как якобизм.
Восстание в Шотландии стало частью более широкого европейского конфликта (Война Аугсбургской лиги) и было предпринято в поддержку борьбы сторонников Якова в 1689–1691 годы в Ирландии. Несмотря на победу в Киленскранке в июле 1689 года, гибель лидера якобитов Джона Грэма, первого виконта Данди и недостаток поддержки ограничили масштабы шотландского восстания. Основные военные действия окончились в мае 1690 года, хотя горцы Шотландского нагорья окончательно покорились только в феврале 1692 года после резни в Гленко.
Восстание стало первым из серии якобитских восстаний и заговоров, продолжавшихся вплоть до середины XVIII века.

## Свержение Иакова

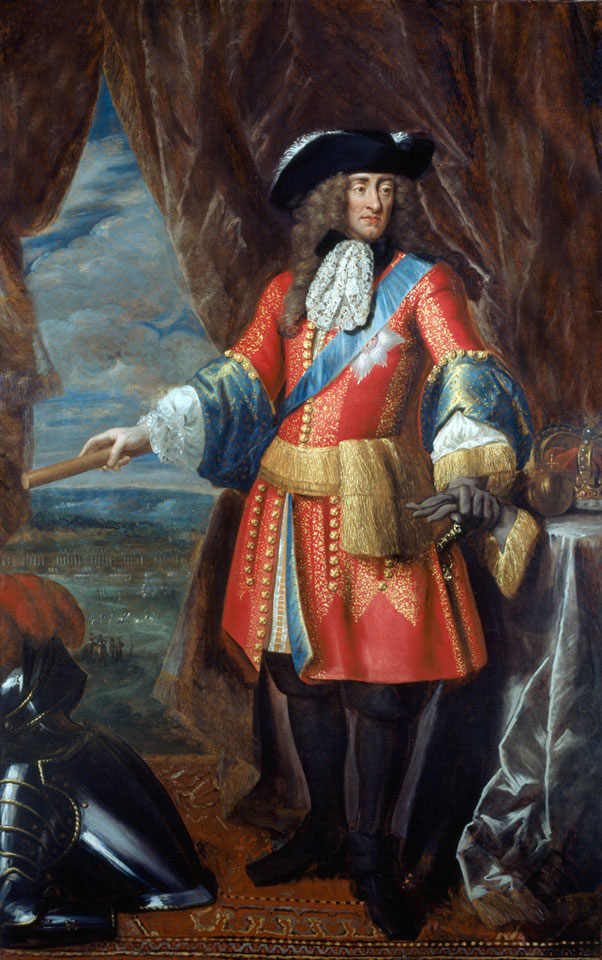
Иаков II & VII

В феврале 1685 года католик Иаков II (Иаков VII для Шотландии) пришёл к власти при широкой поддержке во всех трёх королевствах. Население преимущественно католической Ирландии питало надежды, что он отменит конфискации земель и запреты католикам занимать должности. Несмотря на то, что население Англии и Шотландии было преимущественно протестантским, войны трёх Королевств в 1638–1651 годах привели к тому, что многие там опасались последствий обхода «естественного наследника». Два протестантских восстания (Монмута в Англии и Аргайла в Шотландии) быстро пришли к провалу из-за стремления народа к стабильности.
Согласно шотландским законам о наследовании и испытании 1681 года повиновение монарху было обязанностью «независимо от религии». В свою очередь, Иаков поклялся отстаивать первенство церкви Шотландии. В 1680 году более 95 % шотландцев состояли в Шотландской церкви. Католики составляли менее 2% населения, были запрещены даже другие протестантские секты. Попытки Иакова отменить шотландский закон о наследовании и испытании оттолкнули его умеренных сторонников, в то же время это лило воду на мельницу одновременно диссидентов-пресвитериан, поддержавших [восстание] Аргайла в 1685 году.
Игнорирование Иаковом своих обязательств, клятвы, данной на коронации и собственных сторонников серьёзно ослабило его позиции в Шотландии. В октябре 1685 года французский король Людовик XIV издал эдикт Фонтенбло, отменявший свободу вероисповедания, что вынудило 200 тыс. французских протестантов покинуть Францию, в то же время французская экспансия угрожала протестантской Голландии. Тесные экономические и культурные связи между шотландцами и кальвинистами Франции и Голландии усилило опасения, что протестантской Европе угрожает Контрреформация.
10 июня 1688 года на свет появился сын Иакова, наследник Джеймс Фрэнсис Эдуард Стюарт, появилась перспектива создания королевской католической династии, в то время как протестанты надеялись, что трон от Иакова перейдёт к его дочери Марии и её мужу Вильгельму Оранскому, супруги придерживались протестантской веры. Также Иаков преследовал семерых епископов, что вышло за рамки терпимости к католичеству, превратилось в нападение на англиканскую церковь и угрожало шотландской церкви. Оправдание епископов 30 июня уничтожило политический авторитет Иакова в Шотландии и в Англии.
До 1685 года многие опасались гражданской войны в случае отстранения Иакова от власти, но в 1699 году казалось, что только свержение Иакова сможет предотвратить войну. Вильгельм считал войну с Францией неизбежной и опасался за свои английские резервы. В июле Вильгельм получил уверения от английских дворян в поддержке народа в случае его вторжения в Англию, в том числе от тех, кто ранее поддерживал Иакова. В сентябре началась Девятилетняя война, а 5 ноября Вильгельм высадился в Бриксхеме с 14 тыс. человек. В ходе его наступления большая часть королевской армии дезертировала, 23 декабря Иаков удалился в изгнание. В феврале английский парламент возвёл на английский трон Вильгельма и Марию.

## Шотландская конвенция

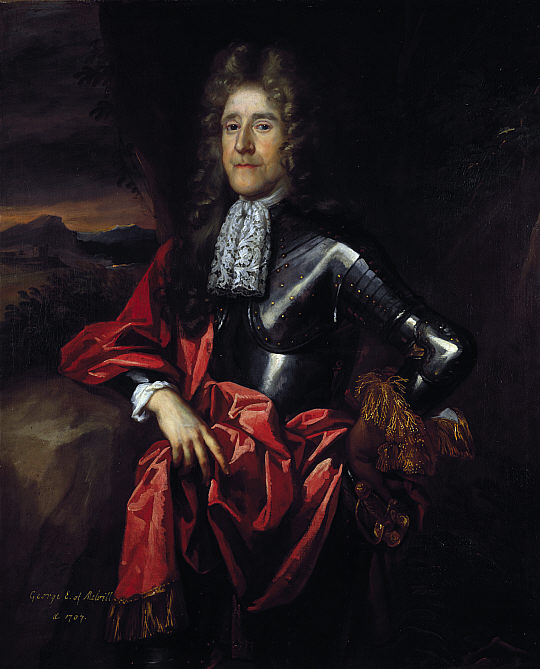
Джордж Мелвилл, первый граф Мелвилл лидер правительства в Парламенте

В марте 1689 года на Шотландской конвенции (собрание владетелей поместий) были проведены выборы для согласования урегулирования. Большинство советников Вильгельма были шотландскими изгнанниками, как Аргайл и Мелвилл, они желали изгнать из церкви епископов. 125 делегатов раскололись на 75 пресвитерианцев и 50 епископалов (сторонников епископата), Иакова поддерживали только малочисленные группы. Настоящей темой обсуждений стал контроль над церковью и пределы королевской власти.
12 марта Иаков высадился в Ирландии и послал письмо Конвенции, 16 марта оно было зачитано. В нём содержались требования покорности и угрозы за неподчинение. Общественный гнев привел к тому, что некоторые епископалы перестали посещать собрания, заявив, что опасаются за свою безопасность, в то время как другие сменили сторону . Кроме того, католик герцог Гордон удерживал Эдинбургский замок для Иакова, а его бывший военный командир виконт Данди начал собирать войска. Это было предпринято для поддержки пресвитерианского большинства на Конвенции, которое собиралось за закрытыми дверями охраняемые собственными войсками.
11 апреля Конвенция провозгласила окончание правления Иакова и приняла статьи договора и закон о правах, провозгласивший Парламент главной законодательной властью в Шотландии. 11 мая 1689 года Вильгельм и Мария приняли шотландский трон, а Конвенция 5 июня превратилась в полноценный парламент.

## Восстание якобитов
Восстание Данди было задумано как дополнение к войне в Ирландии и полагалось на поддержку Ольстера. Командовал правительственными силами в Шотландии Хью Макки, опытный солдат. Он располагал войском в 3500 человек, из них 1100 были ветеранами шотландской бригады Голландской республики. Ивен Камерон из Лохила собрал около 1800 горцев в Гленруа, к нему присоединился Данди с 40 товарищами, 18 мая повстанцы выступили на Макки, надеясь навязать ему битву. Макки, зная о кратковременности войны в горах, избегал сражений. В конце июня Данди вернулся в Гленруа и большинство воинов кланов разошлись по домам, у Данди осталось только 200 человек, дезертирство ослабило его положение. 14 июня Гордон сдал Эдинбургский замок. Отступление якобитов в Ольстере крайне осложнило пополнение запасов. Единственным подкреплением стал отряд в 300 ирландских солдат под командованием Александра Кэннона, высадившихся близ замка Дуарт 21 июля.
Перед тем, как возвратиться в Гленруа, Данди оставил якобитский гарнизон в замке Блэр, владение маркиза Атолла. Замок являлся важным стратегическим пунктом, контролировавшим выход к Лоуленду. Маркиз Атолл объявил о пошатнувшемся здоровье и уехал в Бат (Сомерсет), а его старший сын Джон Мюррей осадил отцовский замок от лица правительства, старясь не повредить его. Гарнизоном командовал Патрик Стюарт из Баллечина, доверенное лицо семьи Атоллов.
После того как 25 июля к замку Блэр прибыли подкрепления под командованием Данди, Мюррей отступил, но в то же время Макки с 3,5 тыс. войском вышел из Перта и двинулся на север, чтобы поддержать Мюррея. 27 июля у Килленкранке якобиты одержали победу над армией Макки, он потерял около двух тыс. чел. В то же время якобиты потеряли убитыми треть людей, включая Данди. Лидером якобитов стал Александр Кэннон, но его возможности были ограничены. Без осадного оборудования он не мог захватить порт, что сделало снабжение практически невозможным. Недостаток кавалерии повысил уязвимость якобитов на открытой местности. Время работало на Макки, и он как можно дольше избегал новых засад.
После отражения штурма Данкельда в августе с тяжёлыми потерями Кэннон завершил кампанию этого года и распустил армию. Макки провёл зиму, уничтожая якобитские опорные пункты и строя новую базу в Форт-Уильям, в то время как суровые погодные условия привели к острой нехватке продовольствия. В феврале 1690 года Томас Бухан сменил Кэннона, но смог мобилизовать только около 800 человек. В мае правительственным силам удалось застать его врасплох и рассеять его силы. Маккей преследовал Бьюкена в Абердиншире, не давая ему создать безопасную базу. В ноябре 1690 года Маккей передал командование Томасу Ливингстону.
Стремясь выделить ресурсы на войну с Францией, лорд Стэр в марте 1690 года предложил вождям якобитов 12 000 фунтов стерлингов за присягу Вильгельму. В итоге они согласились с предложением Стэра, что и выразили в июньской декларации Ахалладера 1691 года, хотя формально война закончилась только после резни в Гленко в феврале 1692 года. Кэннон и Бухан скрывались в Глэнгарри на Нагорье. В качестве части сделки, положившей конец восстанию, они в марте 1692 г. получили охранную грамоту на выезд во Францию.

## Послесловие
Хотя Вильгельм желал сохранить епископов, якобитское восстание подчеркнуло его зависимость от поддержки пресвитарианцев. В попытке сохранить епископализм шотландские епископы предложили унию с Англией, но это предложение было отвергнуто английским парламентом. В октябре 1660 года Генеральная ассамблея церквей Шотландии собралась в первый раз с 1653 года. Ассамблея упразднила епископство и создало две комиссии: для юга и для севера (от реки Тей), в течение 25 лет две трети священников было отправлено в отставку.
Акты об индульгенциях от 1693 и 1695 годов позволили многим вернуться к церкви, другие же находились под защитой местных дворян, такие как Майкл Фрейзер, священник в Давио и Данличти. Впервые он был рукоположен в 1673 году и пребывал в должности до своей смерти в 1726 году, несмотря на своё изгнание в 1694 году и участие в восстаниях якобитов 1715 и 1719 годов.
Тем не менее значительная часть шотландского политического [кого?] осталась вне церкви и в итоге образовала шотландскую епископальную церковь, признанную официально в 1711 году согласно епископальному акту. Особенно сильные позиции у этой церкви были в Абердиншире и в Пертшире. Церковь стала основным источником поддержки якобитов в ходе последующих восстаний.